# Adam Darius

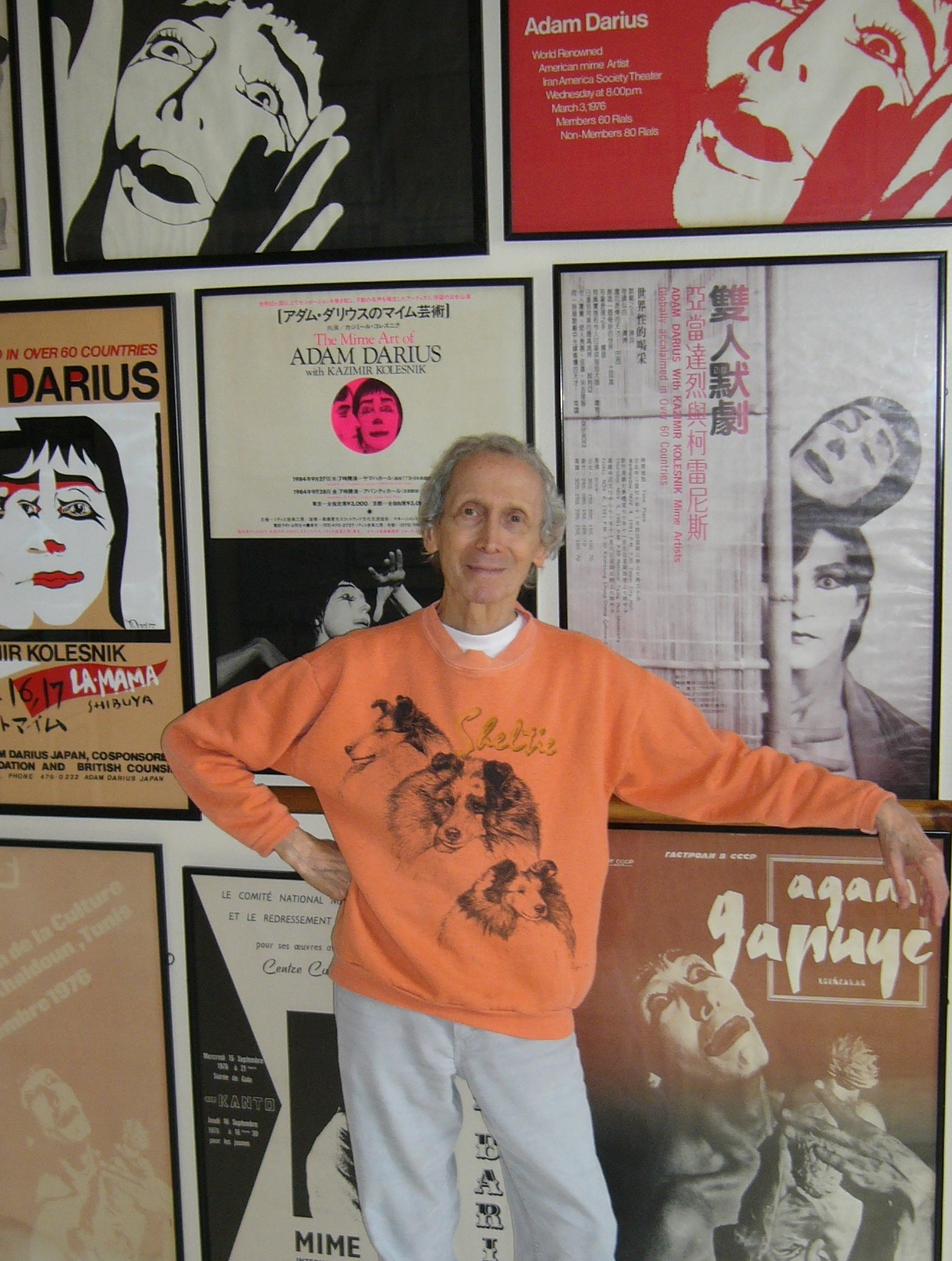
Adam Darius: Helsingfors, Finland, 2007. Photo: Marc Veda

Adam Darius, född 10 maj 1930 i New York, död 3 december 2017 i Esbo, Finland, var en amerikansk dansör, mimare, författare och koreograf. Som artist uppträdde han i över 80 länder på sex kontinenter. Som författare har han givit ut 13 böcker och 21 skådespel.
I ett program ägnat åt hans karriär beskrev BBC World Service honom som ”en av 1900-talets mest exceptionella talanger”.

## Biografi
Darius föddes på Manhattan, New York, i en familj med turkiskt och ryskt ursprung.

### Balettkarriär
Darius fick sin undervisning i balett och modern dans av bland andra Anatolij Obtjchov, Georgija Gontjarova, Olga Preobrazjenskaja och José Limón. Som skådespelare studerade Darius för Raikin Ben-Ari från Habimahteatern i Moskva samt Oscarvinnarna Shelley Winters och Herbert Berghof.
Senare kom han att dansa i ett flertal balettsällskap, medräknat Britain's International Ballet, Canada's Royal Winnipeg Ballet, Brasiliens Rio de Janeiro-balett och Danmarks skandinaviska balett. Han har också varit koreograf för Israels nationalopera och sedan sitt eget sällskap, Israeliska baletten. Han fungerade som koreograf för de amerikanska ballerinorna Cynthia Greogory och Melissa Hayden. Dessutom var han koreograf i fyra operor för Plácido Domingo.
Darius galleri av tragiska och komiska roller innefattar allt från vagabond i den irländska filmen Stigmata till Puck, som han spelade i den skandinaviska premiären av Benjamin Brittens opera, En midsommarnatts dröm (Stora Teatern, Göteborg, 1961).
Darius samarbetade också med regissören Ingmar Bergman, skådespelaren Jean-Louis Barrault och den belgiska sångaren och kompositören Jacques Brel.
Bland Darius mest kända baletter är ett arbete med namnet Marilyn, baserat på Marilyn Monroes liv. Denna sponsrades av rockgruppen Jethro Tull och uppfördes i fem veckor i West End i London, där ingen balett sedan Diaghlievs den sovande prinsessan hade uppförts under så lång tid. Hans sannolikt mest kända skapelse är Anne Frank-baletten, senare producerad som video, i vilken han dansar rollen som Otto Frank, Anne Franks far.

### Expressiv mimik
Med tiden kom Darius att utveckla sin egen blandning av dans och mimik, kallad för "expressiv mimik". Med detta uppträdde han på många ställen i hela världen, bland annat i Afghanistan, Taiwan, Indonesien, Swaziland, Papua Nya Guinea och Australien. Hans makalösa turné i Sovjetunionen 1971, som ingen annan amerikansk soloartist sedan Isadora Duncan kunnat jämföra sig med, kulminerade i 27 inropningar på Leningrads konserthall.
Han uppträdde regelbundet i den arabiska världen: Damaskus, Casablanca, Beirut, Kairo, Alexandria, Amman, Teheran, Isfahan, Shiraz, Istanbul och Tunis.
Darius koncept av fysisk teater realiserades också i Londonproduktionerna Babels torn samt Rimbaud och Verlaine, i samarbete med Kazimir Kolesnik. De gick vidare tillsammans för att senare producera Yukio Mishima, som först uppfördes i Holloways kvinnofängelse i London och senare i Finland, Slovenien och Portugal. Bland deras följande samproduktioner finns En orm i gräset, uppförd i Amman, Jordanien och premierad med Noor Al Hussein-priset.
Tillsammans med Kazimir Kolesnik kom han att årligen regissera Shetlandöarnas barnteater mellan 1989 och 1998 med produktioner som Jakten på Shirleytemplet, Jultomten far till Las Vegas och Kung av Rock ’n’ Roll.
Darius och Kazimir Kolesnik turnerade med En fågelskrämmas död.

### Undervisning
Darius undervisade vid sidan om uppträdandena alltsedan sin tidiga karriär.
År 1978 grundade Darius och Marita Crawley Mimecentret i London, ett ställe där elever från hela världen kunde studera Darius system av ’expressiv mimik’. Denna kurs utgjorde grunden för Darius bok The Adam Darius Method. I Storbritannien hade han Kazimir Kolesnik, Kate Bush, Kate Beckinsale, författaren, regissören och kritikern Riad Ismat samt Warren Mitchell och Clarke Peters med flera. Han tränade också filmstjärnan Jennifer Beals för filmen The Bride.
År 1994 flyttades Mimecentret till Helsingfors i Finland. Darius var lärare för bland andra Frank Andersen, Dinna Bjørn, Fernando Jhones från Nationalbaletten samt Carolina Aguero och Dario Franconi från Hamburgbaletten.
Darius gästundervisade alltid då han turnerade. Dramasällskap över hela den afrikanska kontinenten drog fördel av hans undervisning, liksom skådespelare i Asien, från Malaysia till Japan. I Nordamerika undervisade han mycket i New York, Florida och Kalifornien.

## Priser och utmärkelser
- 1976: Silver medallion of the Belgrade Monodrama Festival (Jugoslavien)
- 1976: Honorary membership of the North Sumatran Community (Indonesien)
- 1978: American Television Emmy (USA)
- 1984: Premio Positano Léonide Massine Per L'arte Della Danza (Italien)
- 1987: Key to the City of Las Vegas (USA)
- 1998: Shetland Dance and Mime Award (Storbritannien)
- 2001: Noor Al Hussein Foundation Award (Jordanien)
- 2002: Beirut Festival du Rire Trophy (Libanon)
- 2003: Noor Al Hussein Foundation Award (Jordanien)
- 2009: Order of Luis Manuel Gutiérrez (Venezuela)